# Суслов, Евгений Яковлевич
Евгений Яковлевич Суслов (10 октября 1937, Москва — 1 февраля 2019, там же) — диктор Центрального телевидения Гостелерадио СССР и телеведущий. Заслуженный артист РСФСР (1984).

## Биография
Родился 10 октября 1937 года в Москве. В школьные годы участвовал в самодеятельности, хорошо декламировал стихи. После окончания школы поступил в Бауманский институт, но не окончил его. Срочную службу в Советской армии проходил в ВМФ.
В 1962 году прошёл по конкурсу отбор в отдел дикторов Центрального телевидения. Этой работе он посвятил последующие более 30 лет жизни. Работал в программе «Время» и во многих других программах, вёл концерты выдающихся артистов эстрады (Муслима Магомаева, Валерия Ободзинского, Клавдии Шульженко и других) и популярных исполнителей, комментировал военные парады и праздничные демонстрации СССР, а также «Голубые огоньки» и другие передачи.
Евгений Суслов начал свою карьеру на телевидении, когда ещё только создавалась Останкинская телебашня. Позже он вспоминал, что дикторам приходилось читать новости с бумажных листочков, а имена, даты, страны, явления и события запоминать наизусть.

Его красивый голос, который ещё сравнивали с голосом Левитана, помнят многие. Чёткая дикция, никакого жаргона и вольностей, только правильные обороты речи. Суслов на работе всегда был спокоен и сосредоточен. Однако в Останкино помнят и о его прекрасном чувстве юмора, и о том, насколько легко и интересно было с ним работать. Будучи прекрасным партнёром и компанейским человеком, Евгений Яковлевич умудрялся подшучивать над коллегами даже в прямом эфире главной информационной программы страны.

По воспоминаниям коллег, Суслов отличался юмором, часто шутил, чтобы снять напряжение прямого эфира. Так ведущая Вера Шебеко вспоминала, что когда она читала прогноз погоды, Суслов свистел, изображая обещанный синоптиками сильный ветер.
После выхода на пенсию с середины 1990-х годов жил в Москве.
Легендарный диктор советского телевидения, Заслуженный артист РСФСР, ветеран ТВ — Евгений Суслов даже на пенсии часто бывал в Останкино, уже в новой студии программы «Время».
Заслуженный артист РСФСР (30 августа 1984).
В последние годы жизни Суслов тяжело болел. Скончался на 82-м году жизни 1 февраля 2019 года после продолжительной болезни (рак прямой кишки). Отпевание диктора состоялось 4 февраля в Елоховском кафедральном соборе. Тело кремировали, прах захоронен в колумбарии на Николо-Архангельском кладбище.

## Личная жизнь
- Супруга — Алевтина Михайловна Суслова (26.01.1942 — 15.06.2022)[6], работала манекенщицей в ГУМе, потом заведующей детского сада, затем — заместителем директора рыбного магазина.
  - Дочь Светлана
    - внук Дмитрий

  - Дочь Наталья
    - внук Пётр
    - внучка Анисья[7].

Многие были уверены, что он родственник главного идеолога ЦК КПСС Михаила Суслова. Но на самом деле Суслов был его однофамильцем и в родстве с членом Политбюро не состоял. Также, как не был членом КПСС, хотя часто читал с экрана доклады генсеков.

## Работа на телевидении
Время (телепрограмма)
Голубой огонёк
Вёл телевизионную трансляцию парадов на Красной площади